# Mvezo
Mvezo ist ein Ort im Distrikt OR Tambo in der Provinz Ostkap in Südafrika. Mvezo liegt innerhalb einer Flussschleife des Mbashe River in der Nähe von Mthatha. Während der Zeit der Apartheid gehörte Mvezo zum Homeland Transkei. 2011 hatte Mvezo 810 Einwohner.
Am 18. Juli 1918 wurde in Mvezo der Freiheitskämpfer und spätere südafrikanische Präsident Nelson Mandela († 2013) geboren. Heute befindet sich hier ein Teil des Nelson Mandela Museum.